# Burkhard Zurheide
Burkhard Zurheide (* 16. Mai 1958 in Enger) ist ein deutscher Politiker (FDP).
Zurheide studierte Rechtswissenschaften und wurde danach Anwalt. 2001 wurde er Lehrbeauftragter an der Fachhochschule Bielefeld. Von 1979 bis 1991 saß er im Stadtrat von Enger und von 1990 bis 1994 im Deutschen Bundestag. Zurheide ist verheiratet und hat zwei Kinder.